# المياه الساكنة (نجم)
بيتا الجؤجؤ (Beta Carinae) هو ثاني ألمع نجم في كوكبة الجؤجؤ الواقعة بالنصف الجنوبي للكرة السماوية. الاسم الرسمي له هو المياه الساكنة أو مِيَاه بلاسيدوس (Miaplacidus)؛ بيتا الجؤجؤ هي تسمية باير للنجم، وهي معرَّبة من β Carinae وتُختصر إلى Beta Car أو β Car. مع قدره الظاهري البالغ 1.69، فهو أحد ألمع النجوم في سماء الليل. إنه ألمع نجم في الصورة النجمية الجنوبية المعروفة باسم صليب المُعَيَّن (Diamond Cross)، ويمثل الطرف الجنوبي الغربي من الصورة النجمية. يقع بالقرب من السديم الكوكبي IC 2448 [الإنجليزية]. تشير قياسات اختلاف المنظر إلى أنه يقع على مسافة 113.2 سنة ضوئية (34.7 فرسخ نجمي) من الشمس.

## التسمية
استنتج الباحث والخبير الكبير في أسماء النجوم ويليام هيغينز (William Higgins) أن اسم Miaplacidus هو على ما يبدو مزيج ثنائي اللغة من الكلمة العربية "مياه" والكلمة اللاتينية placidus والتي تعني "هادئ".